# Číhošť
Číhošť è un comune della Repubblica Ceca facente parte del distretto di Havlíčkův Brod, nella regione di Vysočina.
L'11 dicembre 1949 avvenne nella chiesa del paese un fatto noto come il "miracolo di Číhošť". Durante l'omelia il Crocifisso fu visto muoversi dai fedeli. Il governo comunista accusò il parroco Josef Toufar di voler inscenare un falso miracolo con intenti politici sovversivi. Il parroco fu arrestato e morì dopo circa tre mesi e mezzo. Anche il laico Josef Peške, colpevole di aver scattato fotografie al Crocifisso, fu condannato a tredici anni di reclusione. Dell'episodio il regime comunista trasse un documentario propagandistico.